# Vadim Kapranov
Vadim Pavlovič Kapranov (in russo Вадим Павлович Капранов?; Mosca, 26 febbraio 1940 – Mosca, 4 giugno 2021) è stato un cestista e allenatore di pallacanestro sovietico, dal 1991 russo.

## Carriera
Con l'Unione Sovietica ha disputato i Giochi olimpici di Città del Messico 1968.
Da allenatore ha guidato la Russia ai Giochi olimpici di Atene 2004, ai Campionati mondiali del 2002 e a due edizioni dei Campionati europei (2001, 2003).

## Palmarès

### Giocatore
- Campionato sovietico: 7

CSKA Mosca: 1964-65, 1965-66, 1968-69, 1969-70, 1970-71, 1971-72, 1972-73
- Coppa dei Campioni: 2

CSKA Mosca: 1968-69, 1970-71

### Allenatore
- Coppa Ronchetti: 1

CSKA Mosca: 1984-85